# Sansevieria fasciata
Sansevieria fasciata là một loài thực vật có hoa trong họ Măng tây. Loài này được Cornu ex Gérôme & Labroy miêu tả khoa học đầu tiên năm 1903.